# Wide Area Information Server
Wide Area Information Server (WAIS) – rozproszony system wyszukiwania tekstów na zdalnych komputerach, typu klient-serwer, wykorzystujący protokół ANSI Z39.50.
Protokół i serwery WAIS zostały upowszechnione przez firmę Thinking Machines z Cambridge, Massachusetts - programy klienckie były dostępne dla rozmaitych systemów operacyjnych, jak Windows, Macintosh i Unix. Po bankructwie Thinking Machines w 1995 r. interfejs WAIS został stopniowo wyrugowany z użycia przez wyszukiwarki dostępne z poziomu WWW, aczkolwiek do dzisiaj istnieje pewna liczba działających serwerów WAIS.
Jednym z twórców WAIS był Brewster Kahle, który opuścił Thinking Machines, aby z Bruce'em Gilliatem założyć WAIS Inc w Menlo Park w Kalifornii. Po sprzedaniu swojej firmy AOLowi w maju 1995, za 15 mln USD, Kahle i Gilliat założyli za te pieniądze Internet Archive, a potem Alexa Internet.